# Банкнота
Банкнотата е хартиен паричен знак, имащ определена парична стойност. Той се издава от емисионна банка. Тя е завършен израз и резултат от развитието на кредитните средства за обращение. Банкнотата е полица срещу банката, а не срещу частно лице, притежава качеството „всеобща обращаемост“, точно заради това е самостоятелна вещна форма на разменната стойност на стоките.
Известно е, че за пръв път банкноти са били използвани в Китай през 7 век, но в Европа това става чак през 1660 г., когато Стокхолмс Банко издава първите банкноти. Употребата на установени парични стойности и печатани банкноти става популярна през 18 век.
Повечето банкноти се изработват от тежка хартия, а понякога и от лен, памук или други текстилни тъкани. Някои страни произвеждат полимерни банкноти.

## Произход на думата
В българския думата навлиза от немския: die Banknote, а там е дошла от английския: bank-note. На английски note има и значение на „писмено (ръкописно или печатно) удостоверение за дълг и обещание за плащане“. Ето защо банкнотата е полица, издадена от банката, която полица удостоверява, че същата банка има задължение към приносителя на банкнотата (защото полицата на е поименна), и потвърждава готовността за плащане – на благороден метал. Такива например са били доларовите банкноти преди отмяната на златнодоларовия стандарт  през 1971 г.: паричната стойност от 1 американски долар се равнява на определено количество злато, което може да се получи срещу представяне на банкнотата, сиреч след предявяване на полицата.

## История
Хартиени пари се срещат за първи път в Китай, а появата им се обяснява с необходимостта от по-гъвкаво платежно средство от тромавите медни монети. Въвеждането им става постепенно и трае от времето на късната династия Тан (618 – 907) до династия Сун (960 – 1279). При търговия със стоки на едро търговците започнали да издават записи на хартия, валидни в малък регионален обсег и за определен срок. През 10 век правителството на династия Сун употребява такива записи в търговията със сол, върху която притежава монопол. Правителството дава право на няколко магазина да издават банкноти, а през XII век иззема това им право и започва самото то да произвежда държавни хартиени пари. Издадените банкноти били валидни само в малък район и за кратко време, едва в средата на XIII век започва стандартизирано печатане на хартиени пари, приемани в национален мащаб. За това спомагат методите за печат – вече разпространеният метод на печат с дървени блокчета и след това печатът с ръчен набор. Към времето на пътешествието на Марко Поло европейците не са знаели що е това хартиени пари. На китайските хартиени пари пишело „всички фалшификатори ще бъдат обезглавени“ и наказанието действително се привеждало в изпълнение в случай на измама. Навлизането на хартиени пари води и до първата инфлация през 1020 г.
Горе-долу по същото време (7 – 12 век) в средновековния ислямски свят се развива оживена пазарна икономика въз основа на разширяващото се обращение на стабилна валута с висока стойност (динарът). Мюсюлманските икономисти и търговци въвеждат за първи път и понятията за кредит, чекове, запис на заповед, депозитна сметка, разплащателна сметка, заем, валутен курс, прехвърлянето на кредит и дълг, както и финансова институция, която борави със заеми и депозити.
В Европа при транспортиране на големи суми пари в брой на дълги разстояния възникват големи рискове и неудобства и търговците постепенно започват да използват менителници, отначало в средновековна Италия и графство Фландрия. В началото те са поименни, но скоро се трансформират в писмено нареждане за изплащане на сумата на приносителя. Тези менителници могат да се считат за предтечи на съвременните банкноти. Наименованието идва от банковите документи („nota di banco“) и датира от XIV век; в началото то удостоверява правото на собственика им да получи срещу тях благороден метал (обикновено злато или сребро), предварително депозирано при банкера под формата на текуща сметка. През XIV век менителницата се използва вече из цяла Европа, а също така и в търговските представителства извън Европа на италианските градове-държави. Първите банкноти са въведени в редовна употреба през 1661 г. в Швеция, където имало изобилие от мед и затова тя имала ниска стойност, което водело до извънредно голям и непрактичен размер на монетите (няколко килограма).
Предимствата на хартиените пари пред монетите са многобройни: намалява се рискът от транспортиране на злато и сребро, улеснява се отпускането на заеми и начисляването на лихва, тъй като благородните метали, обезпечаващи банкнотите, не напускат трезора на отпускащия заема, докато не бъдат изискани; става възможно да се продават дялове в дружества. Но има и недостатъци: тъй като банкнотата няма своя собствена стойност, нищо не може да спре отпечатването на прекалено голям брой без налично обезпечение. При наличие на увеличен прилив на банкноти се получава инфлационен натиск, констатиран през XVIII век от Дейвид Хюм. Тези хартиени пари често водели до инфлационни „балони“, които се „спуквали“, когато хората започвали да си искат обезпечението. Печатането на хартиени пари е характерно и за времената на война и финансирането на военни действия, включително за поддържането на постоянна армия. По тези причини към хартиените пари има смесено отношение.